# William Pitt Amherst

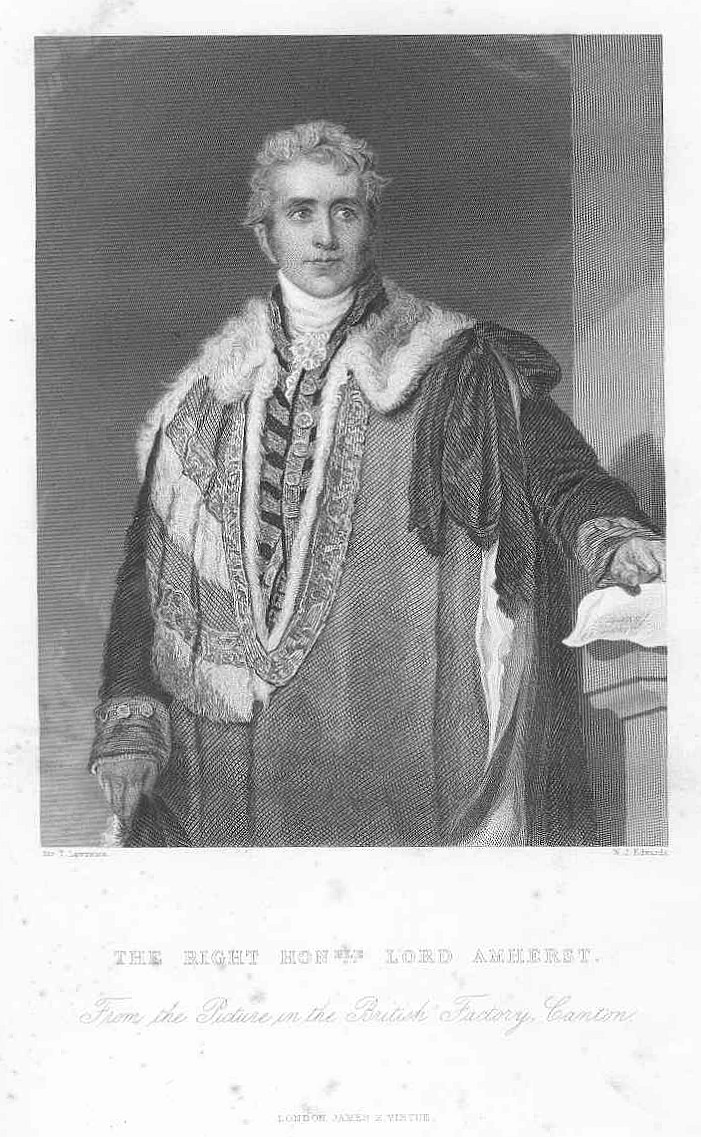
William Pitt Amherst, conde de Amherst

William Pitt Amherst, 1.er conde de Amherst GCH (14 de enero de 1773 - 13 de marzo de 1857), fue un diplomático británico, Gobernador General de la India. Era sobrino de Jeffrey Amherst, 1.er barón de Amherst, a quien sucedió en el título en 1797.

## Embajador Extraordinario en China
En 1816 fue enviado como embajador extraordinario a la corte China de la Dinastía Qing, con el objetivo de establecer unas relaciones comerciales más satisfactorias para ambos países. Al llgar al Pei Ho (Río Hai), le fue dado a entender que sólo sería permitida su presencia ante el emperador Jiaqing tras realizar el kowtow, una ceremonia considerada denigrante por parte de los occidentales, y que era para el pueblo chino un homenaje hacia sus soberanos. Ante esto, Amherst, siguiendo los consejos de Sir George Thomas Staunton, quien le acompañaba como segundo comisionado, rechazó efectuar la ceremonia, como ya lo hiciera George Macartney, 1.er conde de Macartney, en 1793. En consecuencia, Amherst no pudo entrar en Pekín, frustrando su misión.
Al volver a Inglaterra, su barco, el Alceste, tras navegar por las costas de Corea y por las Islas Ryukyu, naufragó tras chocar contra una roca en el Estrecho de Caspar. Amherst y parte de su tripulación llegaron con sus botes salvavidas a Batavia, de donde partieron definitivamente hacia Inglaterra en 1817, haciendo escala en Santa Helena, donde mantuvo varias entrevistas con el Emperador Napoleón Bonaparte.

## Gobernador General de la India
Amherst ostentó el cargo de Gobernador General de la India entre agosto de 1823 y febrero de 1828. El principal hecho de su mandato fue la primera guerra anglo-birmana en 1824, cuyo resultado final fue la cesión de las regiones de Arakan y Tenasserim al Imperio británico.
Su llegada a Calcuta se debió al despido del agresivo Gobernador General Francis Rawdon-Hastings en 1823. Hastings chocó con la política de Londres en temas como la bajada de la paga a los oficiales del ejército de Bengala.
La guerra en la que se vio sumergido durante su mandato, le costó al Imperio británico 15000 muertos y alrededor de 13 millones de libras esterlinas, lo que provocó una crisis económica en la colonia, y fue una de las principales causas para su sustitución en 1828.
Fue nombrado conde de Amherst y vizconde Holmesdale en 1826.
A su vuelta a Inglaterra, se retiró de la vida pública hasta su muerte en marzo de 1857.
- Datos: Q142609
- Multimedia: William Amherst, 1st Earl Amherst / Q142609